# Borja Lasso
Francisco Borja Lasso de la Vega Gayán (ur. 1 stycznia 1994 w Sewilli) – hiszpański piłkarz występujący na pozycji pomocnika w hiszpańskim klubie CD Tenerife.